# Ventana de fin de año de rugby 2013
Los test matches de final de año de 2013, también conocidos como ventana de otoño de 2013, fueron una serie de partidos internacionales disputados principalmente con las selecciones del hemisferio sur como visitantes: Argentina, Australia, Fiyi, Nueva Zelanda, Samoa, Sudáfrica, Tonga; y las selecciones europeas como locales: Inglaterra, Francia, Irlanda, Italia, Escocia y Gales.
En 2013 se celebró una cifra récord de 37 partidos internacionales, entre los cuales selecciones que todavía no estaban clasificadas para la Copa Mundial de Rugby de 2015: Bélgica, Brasil, Canadá, Chile, Georgia, Costa de Marfil, Portugal, Rumanía, Rusia, Senegal, España, Túnez, Estados Unidos y Uruguay disputaron también enfrentamientos internacionales. Adicionalmente, los partidos que disputaron los equipos de las tres islas del Pacífico y Japón; Gales y Francia recibieron a Tonga; Italia recibió a Fiyi; Irlanda a Samoa y Escocia a Japón. Japón además recibió a Nueva Zelanda, en el que fue el primer encuentro entre las dos selecciones en el país nipón.
Australia intentó conseguir un Grand Slam, algo que no intenta desde el año 2009, al enfrentarse a todos los equipos de las islas británicas. Además jugó contra Italia en Turín por primera vez. Nueva Zelanda se enfrentó a Inglaterra, Irlanda y Francia, mientras que Sudáfrica se enfrentó a Gales, Escocia y Francia. Argentina, por otro lado, jugó tres partidos internacionales contra Gales, Italia e Inglaterra.
Además, entre los enfrentamientos del mes de noviembre, fue posible ver históricos enfrentamientos, en los que, por primera vez, se enfrentaron equipos de las selecciones de las islas del Pacífico como Samoa o Tonga, que se enfrentaron a Georgia y Rumanía; además Portugal viajó a São Paulo para jugar por primera vez contra la selección de Brasil. Rusia jugó contra Japón y Estados Unidos en una sede neutral en Reino Unido y Georgia recibió a Canadá  y a Estados Unidos. Portugal recibió además a Fiyi y a Canadá en Lisboa, mientras que España viajó a Sudamérica para enfrentarse a Uruguay y a Chile, para luego regresar a Europa y enfrentarse en Madrid a Japón.
Tres equipos invitados jugaron también partidos internacionales durante el mes de noviembre. Los Maorí All Blacks tuvieron una gira por Norteamérica visitando a Canadá y Estados Unidos, mientras que los "Barbarians" se enfrentaron a Samoa.
Igual que las anteriores temporadas, Nueva Zelanda y Australia jugaron la tercera ronda de la Copa Bledisloe, con la victoria de los All Blacks por 41 a 33.

## Ventana de otoño

### Copa Bledisloe - Tercera Ronda
| 19 de octubre de 2013, | Nueva Zelanda | 41–33      | Australia | Forsyth Barr estadio, Dunedin,                                        |                                                                       |
| 19.35h NZST (UTC+12)   | Tries: Savea 9' c Cane 29' c Cruden 36' c Read 53' m Conversiones: Cruden (3/4) 10', 30', 37' Penales: Cruden (4/6) 18', 22', 34', 43' Barrett (1/1) 69' | [ Reporte] | Tries: Ashley-Cooper 39' c Toomua 47' c Kuridrani 76' c Conversiones: Cooper (3/3) 40', 48', 77' Penales: Cooper (3/3) 3', 24', 32; Drops: Cooper 15' | Asistencia: 28,973 espectadores Árbitro(s): Craig Joubert (Sudáfrica) | Asistencia: 28,973 espectadores Árbitro(s): Craig Joubert (Sudáfrica) |

Datos:
- Australia llegó a ser el primer equipo en anotar 33 puntos contra Nueva Zelanda en Nueva Zelanda.[6]
- Peter Betham hizo su debut internacional con Australia.

### Semana 1
| 2 de noviembre de 2013, | Japón                            | 6–54       | Nueva Zelanda | Chichibunomiya Rugby estadio, Tokyo,                                  |                                                                       |
| 14.00h JST (UTC+9)      | Penales: Goromaru (2/2) 13', 22' | [ Reporte] | Tries: Piutau (2) 9' c, 74' c Cane 26' c B. Smith 29' c McCaw 31' c Thrush 50' c Halai 57 m Barrett 67' c Conversiones: Carter (5/5) 10', 27', 29', 33', 51' Barrett (2/3) 68', 75' | Asistencia: 25,454 espectadores Árbitro(s): Stuart Berry, (Sudáfrica) | Asistencia: 25,454 espectadores Árbitro(s): Stuart Berry, (Sudáfrica) |

| 2 de noviembre de 2013, | Inglaterra                                                                                              | 20–13      | Australia                                                                        | Twickenham, Londres,                                                 |                                                                      |
| 14.30h GMT (UTC+0)      | Tries: Robshaw 50' c Farrell 58' c Conversiones: Farrell (2/2) 31', 57' Penales: Farrell (2/5) 3', 28', | [ Reporte] | Tries: Toomua 31' c Conversiones: Cooper (1/1) 31' Penales: Cooper (2/4) 9', 34' | Asistencia: 81,500 espectadores Árbitro(s): George Clancy, (Irlanda) | Asistencia: 81,500 espectadores Árbitro(s): George Clancy, (Irlanda) |

| 2 de noviembre de 2013, | Bélgica | 26–10                         | Túnez                                                                               | Stade Leburton, Tubize,                 |                                         |
| 18.30h CET (UTC+1)      | Tries: Ensayo de castigo 16' c K. Williams 39' c Hendrickx 43' c Torfs 71' m Conversiones: A Williams (3/4) 17', 40', 45' Penales: A Williams (0/2) | [reporte (In French) Reporte] | Tries: Ensayo de castigo 22' c Conversiones: Khalifa 22' Penales: Khalifa (1/4) 19' | Árbitro(s): Vlad Iordachescu, (Rumanía) | Árbitro(s): Vlad Iordachescu, (Rumanía) |

### Semana 2
| 8 de noviembre de 2013, | Senegal | 33 - 10 | Costa de Marfil                                                    | Stade Pierre-Antoine, Castres,                                    |                                                                   |
| 19.00h CET (UTC+1)      | Tries: Sargos 8'c Folliot 29'c Ensayo castigo 76'c Conversiones: Folliot (3/3) Penales: Folliot (4/4) 22', 40', 60' | Reporte | Tries: Coulibaly 30'c Conversiones: Lo (1/1) Penales: Lo (1/3) 19' | Asistencia: 700 espectadores Árbitro(s): Cedric Marchat (Francia) | Asistencia: 700 espectadores Árbitro(s): Cedric Marchat (Francia) |

| 9 de noviembre de 2013, | Georgia                                                                                                 | 19 - 15 | Canadá                                                     | Dinamo Arena, Tbilisi,                                                         |                                                                                |
| 16.30h GET (UTC+4)      | Tries: Zibzibadze 52'c Conversiones: Kvirikashvili (1/1) Penales: Kvirikashvili (4/5) 2', 21', 26', 59' | Reporte | Penales: Underwood (3/4) 7', 17', 33' Jones (2/2) 37', 57' | Asistencia: 21.986 espectadores Árbitro(s): Lourens van der Merwe, (Sudáfrica) | Asistencia: 21.986 espectadores Árbitro(s): Lourens van der Merwe, (Sudáfrica) |

| 9 de noviembre de 2013, | Italia                                                                                                   | 20 - 50 | Australia | Stadio Olimpico di Torino, Turin,                                         |                                                                           |
| 15.00h CET (UTC+1)      | Tries: McLean 11'c Cittadini 62' Allan 78' Conversiones: Di Bernardo (1/1) Penales: Di Bernardo (1/3) 4' | Reporte | Tries: Mowen 15'c Kuridrani 21'c Cummins 31', 50'c Ashley-Cooper 58'c Tomane 66'c Folau 68'c Conversiones: Cooper (4/4) Lealifano (2/2) Penales: Cooper (0/1) Lealifano (1/1) 65' | Asistencia: 25.177 espectadores Árbitro(s): Glen Jackson, (Nueva Zelanda) | Asistencia: 25.177 espectadores Árbitro(s): Glen Jackson, (Nueva Zelanda) |

| 9 de noviembre de 2013, | Bélgica | 12 - 36 | Francia Universidades | Stade des Trois Tilleuls, Boitsfort, |  |
| 15.00h CET (UTC+1)      |         | Reporte |                       |                                      |  |

| 9 de noviembre de 2013, | Inglaterra | 31 - 12 | Argentina                                           | Twickenham, Londres,                                                  |                                                                       |
| 14.30h GMT (UTC+0)      | Tries: Launchbury 12'c Twelvetrees 20'c Ashton 33'c Morgan 77'c Conversiones: Farrel (4/4) Penales: Farrel (1/2) 5' | Reporte | Penales: Sánchez (3/4) 7', 45', 55' Bosch (1/2) 17' | Asistencia: 76.304 espectadores Árbitro(s): Pascal Gaüzère, (Francia) | Asistencia: 76.304 espectadores Árbitro(s): Pascal Gaüzère, (Francia) |

| 9 de noviembre de 2013, | Escocia | 42 - 17 | Japón                                                                            | Murrayfield, Edimburgo,                                              |                                                                      |
| 14.30h GMT (UTC+0)      | Tries: Seymour 31', 54' Laidlaw 46'c Dickinson 63'c Weir 68' Lamont 77'c Conversiones: Laidlaw (2/4) Weir (1/2) Penales: Laidlaw (2/3) 6', 21' | Reporte | Tries: Fukuoka 43'c, 51'c Conversiones: Goromau (2/2) Penales: Goromau (1/1) 35' | Asistencia: 32.680 espectadores Árbitro(s): J.P. Doyle, (Inglaterra) | Asistencia: 32.680 espectadores Árbitro(s): J.P. Doyle, (Inglaterra) |

| 9 de noviembre de 2013, | Portugal                                                     | 13 - 36 | Fiyi                                                                                                | Universitário Lisboa, Lisboa,           |                                         |
| 15.00h WET (UTC+0)      | Tries: Oliveira (1) Conversiones: Leal (1) Penales: Leal (2) | Reporte | Tries: Nalaga (1) Nadolo (1) Tikoirotuma (1) Kenatale (1) Botia (1) Bai (1) Conversiones: Bai (3/5) | Árbitro(s): Juan Sylvestre, (Argentina) | Árbitro(s): Juan Sylvestre, (Argentina) |

| 9 de noviembre de 2013, | Rumania                                                                                 | 19 - 18 | Tonga                                                                         | Stadionul Arcul de Triumf, Bucarest,        |                                             |
| 19.00h EET (UTC+2)      | Tries: Macovel 44'c Conversiones: Vlaicu (1/1) Penales: Vlaicu (4/5) 10', 38', 52', 79' | Reporte | Tries: Lilo 57'c, 75' Conversiones: Apikotoa (1/2) Penales: Apikotoa 17', 35' | Árbitro(s): Francisco Pastrana, (Argentina) | Árbitro(s): Francisco Pastrana, (Argentina) |

| 9 de noviembre de 2013, | Gales                                          | 15 - 24 | Sudáfrica | Millennium estadio, Cardiff,                                         |                                                                      |
| 17.30h GMT (UTC+0)      | Penales: Halfpenny (5/5) 2', 8', 24', 33', 55' | Reporte | Tries: De Villiers 10'c Du Plesiis 16'c Du Preez 64'c Conversiones: Steyn (2/2) Lambie (1/1) Penales: Steyn (1/1) 4' Lambie (0/1) | Asistencia: 66.490 espectadores Árbitro(s): Alain Rolland, (Irlanda) | Asistencia: 66.490 espectadores Árbitro(s): Alain Rolland, (Irlanda) |

| 9 de noviembre de 2013, | Irlanda | 40 - 9  | Samoa                                           | Aviva estadio, Dublín,               |                                      |
| 17.45h WET (UTC+0)      | Tries: O'Mahony 25' O'Brien 45'c D. Kearney 65'c, 77'c McFadden 70'c Conversiones: Jackson (3/5) Penales: Jackson (3/3) 3', 20', 40' | Reporte | Penales: Pisi (2/3) 7', 30' Fotuali'i (1/1) 63' | Árbitro(s): Steve Walsh, (Australia) | Árbitro(s): Steve Walsh, (Australia) |

| 9 de noviembre de 2013, | Chile                      | 3 - 26  | España                                                                           | Centro de Alto Rendimiento del Rugby, Santiago de Chile, |                                          |
| 17.00h CLST (UTC-3)     | Penales: Perrota (1/3) 47' | Reporte | Tries: Feijoo 27', 74'c Cook 70'c, 79'c Conversiones: González (2/3) Genua (1/1) | Árbitro(s): Claudio Antonio, (Argentina)                 | Árbitro(s): Claudio Antonio, (Argentina) |

| 9 de noviembre de 2013, | Francia                                                                            | 19 - 26 | Nueva Zelanda | Stade de France, Saint-Denis,                                        |                                                                      |
| 21.00h CET (UTC+1)      | Tries: Dulin 68'c Conversiones: Parra (1/1) Penales: Parra (4/6) 9', 24', 31', 42' | Reporte | Tries: Piutau 46'c Read 64'c Conversiones: Carter (1/1) Cruden (1/1) Penales: Carter (4/4) 12', 19', 27', 44' Cruden (0/1) | Asistencia: 79.000 espectadores Árbitro(s): Jaco Peyper, (Sudáfrica) | Asistencia: 79.000 espectadores Árbitro(s): Jaco Peyper, (Sudáfrica) |

| 9 de noviembre de 2013, | Estados Unidos                                                                        | 19 - 29 | Māori All Blacks                                                                                              | PPL Park, Philadelphia, Pensilvania, |                                    |
| 19.00h EST (UTC-5)      | Tries: Dolan 71'c Conversiones: Sidali (1/1) Penales: Sidali (4/4) 14', 26', 38', 63' |         | Tries: Gibson-Park 5'c Bateman 43'c, 55' Katene 78'c Conversiones: Robinson (3/4) Penales: Robinson (1/1) 69' | Árbitro(s): Chris Assmus, (Canadá)   | Árbitro(s): Chris Assmus, (Canadá) |

| 10 de noviembre de 2013, | Oxford University                                                                                              | 24 - 31 | Rusia | Oxford University Sports Centre, Oxford, |                                      |
| 15.00h GMT (UTC+0)       | Tries: Turner 16'c Lamont 31'c Rowlands 39'c Conversiones: Hudson (1/1) Taylor (2/2) Penales: Janney (1/3) 21' | Reporte | Tries: Garbuzov 23'c Simplikevich 42' Tsnobiladze 67'c Ensayo de castigo 75'c Galinovsky 80' Conversiones: Kushanarev (1/2) Gaisin (2/3) | Árbitro(s): Ian Tempest (Inglaterra)     | Árbitro(s): Ian Tempest (Inglaterra) |

### Semana 3
| 12 de noviembre de 2013, | Gloucester                                                                                          | 40 - 5  | Japón          | Kingsholm estadio, Gloucester,                                      |                                                                     |
| 19.45h GMT (UTC+0)       | Tries: Sharples 18', 24'c, 38'c Simpson-Daniel 21'c Reynolds 64'c Cox 75'c Conversiones: Cook (5/6) | Reporte | Tries: Ives 2' | Asistencia: 6.998 espectadores Árbitro(s): Ian Tempest (Inglaterra) | Asistencia: 6.998 espectadores Árbitro(s): Ian Tempest (Inglaterra) |

| 15 de noviembre de 2013, | Brasil | 0 - 68  | Portugal | Arena Barueri, Barueri, São Paulo,                                      |                                                                         |
| 15.00h BRST (UTC-2)      |        | Reporte | Tries: G. Uva 9'c Duarte 24'c Simoes 30', 45'c Oliveira 38'c V. Uva 49'c Foro 55'c, 64'c Bardy 71'c Esteves 73'c Conversiones: Leal (9/10) | Asistencia: 5.193 espectadores Árbitro(s): Federico Anselmi (Argentina) | Asistencia: 5.193 espectadores Árbitro(s): Federico Anselmi (Argentina) |

| 15 de noviembre de 2013, | Rusia                                                                      | 13 - 40 | Japón | Eirias Park, Colwyn Bay,                                             |                                                                      |
| 19.30h GMT (UTC+0)       | Tries: Ostroushko 11'c Conversiones: Gaisin (1/1) Penales: Gaisin 19', 23' | Reporte | Tries: Tui 14'c Broadhurst 43'c Sa'u 48', 56'c Hirose 66' Conversiones: Gorumaru (3/5) Penales: Gorumaru 2', 26', 47' | Asistencia: 1.250 espectadores Árbitro(s): Luke Pearce, (Inglaterra) | Asistencia: 1.250 espectadores Árbitro(s): Luke Pearce, (Inglaterra) |

| 16 de noviembre de 2013, | Georgia | 23 - 25 | Estados Unidos                                                                                  | Rustavi estadio, Rustavi,                |                                          |
| 14:00 GET (UTC+4)        | Tries: Kvirikashvili 13'c Sharikadze 66'c Conversiones: Kvirikashvili (2/2) Penales: Kvirikashvili 4', 24', 76' | Reporte | Tries: Wyles 22' Scully 39'c Wallace 55'c Conversiones: Siddall (2/3) Penales: Siddall 26', 80' | Árbitro(s): Mike Fraser, (Nueva Zelanda) | Árbitro(s): Mike Fraser, (Nueva Zelanda) |

| 16 de noviembre de 2013, | Italia | 37 - 31 | Fiyi                                                                                | Stadio Giovanni Zini, Cremona,                                       |                                                                      |
| 15.00h CET (UTC+1)       | Tries: Parisse 29'c McLean 33'c Ensayo de castigo 57'c Vosawai 68' Conversiones: Orquera (3/3) Allan (1/1) Penales: Orquera 3', 25', 46' | Reporte | Tries: Talebula 7' Nagusa 47', 75'c Nadolo 59'c Nalaga 71'c Conversiones: Bai (2/4) | Asistencia: 18.000 espectadores Árbitro(s): Leighton Hodges, (Gales) | Asistencia: 18.000 espectadores Árbitro(s): Leighton Hodges, (Gales) |

| 16 de noviembre de 2013, | Barbarians Franceses                                                                   | 20 - 19 | Samoa                                                                      | Parc des Sports Marcel Michelin, Clermont-Ferrand,                   |                                                                      |
| 15.00h CET (UTC+1)       | Tries: Adams 30'c, 60' Vosloo 40' Conversiones: Trinh-Duc (1/3) Penales: Trinh-Duc 75' | Reporte | Tries: Leilua 2' Va'aulu 17'c Fotuali'i 41'c Conversiones: Fotuali'i (2/3) | Asistencia: 10.138 espectadores Árbitro(s): J.P. Doyle, (Inglaterra) | Asistencia: 10.138 espectadores Árbitro(s): J.P. Doyle, (Inglaterra) |

| 16 de noviembre de 2013, | Inglaterra                                                                                 | 22 - 30 | Nueva Zelanda                                                                                                | Twickenham, London,                                                    |                                                                        |
| 14.30h GMT (UTC+0)       | Tries: Launchbury 23'c Conversiones: Farrell (1/1) Penales: Farreal 6', 33', 38', 52', 59' | Reporte | Tries: Savea 1'c, 63'c Read 16'c Conversiones: Carter (2/2) Cruden (1/1) Penales: Carter 12' Cruden 31', 71' | Asistencia: 81.739 espectadores Árbitro(s): Craig Joubert, (Sudáfrica) | Asistencia: 81.739 espectadores Árbitro(s): Craig Joubert, (Sudáfrica) |

| 16 de noviembre de 2013, | Gales | 40 - 6  | Argentina                 | Millennium estadio, Cardiff,                                      |                                                                   |
| 14.30h GMT (UTC+0)       | Tries: Phillips 8'c North 23'c Faletau 55'c Owens 66'c Conversiones: Halfpenny (4/4) Penales: Halfpenny 5', 17', 40', 43' | Reporte | Penales: Sánchez 28', 50' | Asistencia: 46.253 espectadores Árbitro(s): John Lacey, (Irlanda) | Asistencia: 46.253 espectadores Árbitro(s): John Lacey, (Irlanda) |

| 16 de noviembre de 2013, | Francia | 38 - 18 | Tonga                                                                            | Stade Océane, Le Havre,                                                   |                                                                           |
| 18.00h CET (UTC+1)       | Tries: Guitoune 5' Chouly 40'c Dulin 50'c Kayser 73'c Conversiones: Parra (2/3) Michalak (1/1) Penales: Parra 2', 17', 28', 63' | Reporte | Tries: Vainikolo 56', 80'c Conversiones: Fosita (1/1) Penales: Apikotoa 31', 38' | Asistencia: 19.968 espectadores Árbitro(s): Glen Jackson, (Nueva Zelanda) | Asistencia: 19.968 espectadores Árbitro(s): Glen Jackson, (Nueva Zelanda) |

| 16 de noviembre de 2013, | Rumania                                          | 21 - 20 | Canadá                                                                                   | Stadionul Arcul de Triumf, Bucarest,  |                                       |
| 19:00 EET (UTC+2)        | Penales: Vlaicu 9', 15', 21', 38', 57', 70', 80' | Reporte | Tries: Ardron 18'c Jones 48'c Conversiones: Jones (2/2) Penales: Jones 42' Pritchard 76' | Árbitro(s): Greg Garner, (Inglaterra) | Árbitro(s): Greg Garner, (Inglaterra) |

| 16 de noviembre de 2013, | Irlanda                                        | 15 - 32 | Australia                                                                                           | Aviva estadio, Dublín,                                                     |                                                                            |
| 17.45h WET (UTC+0)       | Penales: Sexton 12', 29', 33', 39' Madigan 56' | Reporte | Tries: Cummins 17'c Hooper 23', 66'c Cooper 45'c Conversiones: Cooper (3/4) Penales: Cooper 8', 49' | Asistencia: 51.000 espectadores Árbitro(s): Chris Pollock, (Nueva Zelanda) | Asistencia: 51.000 espectadores Árbitro(s): Chris Pollock, (Nueva Zelanda) |

| 16 de noviembre de 2013, | Uruguay                                                                          | 16 - 15 | España                                                                     | Estadio Charrúa, Montevideo,       |                                    |
| 16.30h UYST (UTC-3)      | Tries: Mieres 73'c Conversiones: Ormaechea (1/1) Penales: Ormaechea 7', 14', 54' | Reporte | Tries: Auzqui 39'c Feijoo 46' Conversiones: Genua (1/2) Penales: Genua 16' | Árbitro(s): Chris Assmus, (Canadá) | Árbitro(s): Chris Assmus, (Canadá) |

| 17 de noviembre de 2013, | Escocia | 0 - 28  | Sudáfrica                                                                                 | Murrayfield, (Edimburgo),                                            |                                                                      |
| 15.00h GMT (UTC+0)       |         | Reporte | Tries: Alberts 4'c Le Roux 29'c Pietersen 31'c Oosthuizen 52'c Conversiones: Lambie (4/4) | Asistencia: 49.278 espectadores Árbitro(s): Jérôme Garcès, (Francia) | Asistencia: 49.278 espectadores Árbitro(s): Jérôme Garcès, (Francia) |

### Semana 4
| 22 de noviembre de 2013, | Gales                                                                                  | 17 - 7  | Tonga                                       | Millennium estadio, Cardiff,                                             |                                                                          |
| 19.30h GMT (UTC+0)       | Tries: O. Williams 16'c Beck 25'c Conversiones: Halfpenny (2/2) Penales: Halfpenny 14' | Reporte | Tries: Helu 34'c Conversiones: Fosita (1/1) | Asistencia: 46.523 espectadores Árbitro(s): Mike Fraser, (Nueva Zelanda) | Asistencia: 46.523 espectadores Árbitro(s): Mike Fraser, (Nueva Zelanda) |

| 23 de noviembre de 2013, | Georgia                                                                                      | 16 - 15 | Samoa                                                                 | Mikheil Meskhi estadio, Tbilisi,                                    |                                                                     |
| 16.30h GET (UTC+4)       | Tries: Sharikadze 42'c Conversiones: Kvirikashvili (1/1) Penales: Kvirikashvili 6', 19', 78' | Reporte | Tries: Leilua 13' Lam 26'c Conversiones: Pisi (1/2) Penales: Pisi 69' | Asistencia: 28.578 espectadores Árbitro(s): Romain Poite, (Francia) | Asistencia: 28.578 espectadores Árbitro(s): Romain Poite, (Francia) |

| 23 de noviembre de 2013, | Italia                                            | 14 - 19 | Argentina                                                                                        | Stadio Olimpico, Roma,                                                     |                                                                            |
| 15.00h CET (UTC+1)       | Tries: Campagnaro 62' Penales: Allan 4', 17', 24' | Reporte | Tries: Imhoff 20'c Conversiones: Sánchez (1/1) Penales: Sánchez 33', 54', 67' Drops: Sánchez 72' | Asistencia: 37.315 espectadores Árbitro(s): Chris Pollock, (Nueva Zelanda) | Asistencia: 37.315 espectadores Árbitro(s): Chris Pollock, (Nueva Zelanda) |

| 23 de noviembre de 2013, | Rusia                                           | 7 - 28  | Estados Unidos                                                                                    | Allianz Park, Londres,              |                                     |
| 15.00h GMT (UTC+0)       | Tries: Garbuzov 52'c Conversiones: Gaisin (1/1) | Reporte | Tries: Wyles 19'c Manoa 30' Dolan 79'c Conversiones: Siddall (2/3) Penales: Siddall 41', 43', 49' | Árbitro(s): Marius Mitrea, (Italia) | Árbitro(s): Marius Mitrea, (Italia) |

| 23 de noviembre de 2013, | Portugal                                | 8 - 52  | Canadá | Universitário Lisboa, Lisboa,                                  |                                                                |
| 15.00h WET (UTC+0)       | Tries: M. Leal 62' Penales: P. Leal 30' | Reporte | Tries: Hearn 10'c, 56'c Pritchard 21'c, 40' Blevins 52'c Braid 66' París 70' Conversiones: Pritchard (4/7) Penales: Pritchard 28', 33', 47' | Asistencia: 2.829 espectadores Árbitro(s): Ian Davies, (Gales) | Asistencia: 2.829 espectadores Árbitro(s): Ian Davies, (Gales) |

| 23 de noviembre de 2013, | España                                         | 7 - 40  | Japón | Estadio Nacional Complutense, Madrid,                                |                                                                      |
| 16.00h CET (UTC+1)       | Tries: Sempere 35'c Conversiones: García (1/1) | Reporte | Tries: Horie 46' Broadhurst 59'c, 63'c Hirose 69' Conversiones: Goromaru (1/4) Penales: Goromaru 2', 6', 10', 23', 39', 54' | Asistencia: 6.000 espectadores Árbitro(s): Joaquín Montes, (Uruguay) | Asistencia: 6.000 espectadores Árbitro(s): Joaquín Montes, (Uruguay) |

| 23 de noviembre de 2013, | Rumania                                                  | 7 - 26  | Fiyi                                                                                                | Stadionul Arcul de Triumf, Bucarest,   |                                        |
| 19.00h EET (UTC+2)       | Tries: Ensayo de castigo 30'c Conversiones: Vlaicu (1/1) | Reporte | Tries: Talebula 13' Nadolo 18' Nagusa 41'c Conversiones: Bai (1/3) Penales: Bai 38', 40' Nadolo 77' | Árbitro(s): Dudley Phillips, (Irlanda) | Árbitro(s): Dudley Phillips, (Irlanda) |

| 23 de noviembre de 2013, | Escocia                                 | 15 - 21 | Australia                                                                                         | Murrayfield estadio, (Edimburgo),                                    |                                                                      |
| 18.00h GMT (UTC+0)       | Penales: Laidlaw 5', 10', 29', 36', 48' | Reporte | Tries: Folau 26'c Feauai-Sautia 43' Conversiones: Lealifano (1/2) Penales: Lealifano 2', 22', 50' | Asistencia: 56.732 espectadores Árbitro(s): Jaco Peyper, (Sudáfrica) | Asistencia: 56.732 espectadores Árbitro(s): Jaco Peyper, (Sudáfrica) |

| 23 de noviembre de 2013, | Francia                                                           | 10 - 19 | Sudáfrica                                                                                  | Stade de France, Saint-Denis,                                          |                                                                        |
| 21.00h CET (UTC+1)       | Tries: Huget 40'c Conversiones: Parra (1/1) Penales: Doussain 73' | Reporte | Tries: Pietersen 2'c Conversiones: Steyn (1/1) Penales: Steyn 26', 38', 59' Pat Lambie 78' | Asistencia: 75.600 espectadores Árbitro(s): Wayne Barnes, (Inglaterra) | Asistencia: 75.600 espectadores Árbitro(s): Wayne Barnes, (Inglaterra) |

| 24 de noviembre de 2013, | Irlanda                                                                                   | 22 - 24 | Nueva Zelanda                                                                                | Aviva estadio, Dublín,                                           |                                                                  |
| 14.00h WET (UTC+0)       | Tries: Murray 4'c Best 10'c R. Kearney 17' Conversiones: Sexton (2/3) Penales: Sexton 33' | Reporte | Tries: Savea 25'c B. Franks 64'c Crotty 80+1' Conversiones: Cruden (3/3) Penales: Cruden 52' | Asistencia: 51.000 espectadores Árbitro(s): Nigel Owens, (Gales) | Asistencia: 51.000 espectadores Árbitro(s): Nigel Owens, (Gales) |

### Semana 5
| 30 de noviembre de 2013, | Barbarians | 43 - 19 | Fiyi                                                                                       | Twickenham, Londres,                                                  |                                                                       |
| 14.30h GMT (UTC+0)       | Tries: Du Plessis 20', 38' Vermeulen 35'c Piutau 52'c De Villiers 55'c, 78'c Taylor 63' Conversiones: Lambie (4/7) | Reporte | Tries: Tikoirotuma 4'c Seniloli 72' Rokobaro 79'c Conversiones: Bai (1/1) Luveniyali (1/2) | Asistencia: 67.319 espectadores Árbitro(s): Pascal Gauzère, (Francia) | Asistencia: 67.319 espectadores Árbitro(s): Pascal Gauzère, (Francia) |

| 30 de noviembre de 2013, | Gales | 26 - 30 | Australia                                                                                                   | Millennium estadio, Cardiff,       |                                    |
| 17.00h GMT (UTC+0)       | Tries: North 1'c, 58'c Conversiones: Halfpenny (1/1) Biggar (1/1) Penales: Halfpenny 11', 17' Biggar 30' Priestland 68' | Reporte | Tries: Lealifano 18'c Folau 36'c Tomane 48'c Conversiones: Lealifano (3/3) Penales: Lealifano 13', 42', 52' | Árbitro(s): Wayne Barnes (England) | Árbitro(s): Wayne Barnes (England) |